# Lysá hora
La Lysá hora, culminant à 1 323 m, est le point culminant des Beskides moravo-silésiennes et la plus haute montagne de la chaîne des Carpates occidentales sur le territoire de la République tchèque. La montagne fut le point culminant du protectorat de Bohême-Moravie entre 1939 et 1945.

## Climat
| Mois                                  | jan.       | fév.       | mars       | avril      | mai       | juin      | jui.     | août      | sep.      | oct.      | nov.       | déc.      | année     |
| ------------------------------------- | ---------- | ---------- | ---------- | ---------- | --------- | --------- | -------- | --------- | --------- | --------- | ---------- | --------- | --------- |
| Température minimale moyenne (°C)     | −6,7       | −6,8       | −4,4       | 0,5        | 5         | 8,4       | 10,3     | 10,6      | 6,3       | 2,3       | −1,7       | −5,6      | 1,5       |
| Température moyenne (°C)              | −5         | −4,8       | −2         | 3,6        | 8,5       | 12        | 13,9     | 14,1      | 9,2       | 4,6       | −0,1       | −3,9      | 4,2       |
| Température maximale moyenne (°C)     | −3,1       | −2,6       | 0,5        | 6,9        | 12,3      | 15,7      | 17,7     | 17,7      | 12,1      | 7         | 1,7        | −2,1      | 7         |
| Record de froid (°C) date du record   | −29,9 1987 | −25,4 1985 | −22,8 1987 | −12,6 2003 | −7 1980   | −1,9 2005 | 0,2 1984 | −1 1997   | −4,9 1993 | −12 1997  | −17,8 1998 | −33 1984  | −33 1984  |
| Record de chaleur (°C) date du record | 14,5 1997  | 12,7 1990  | 16,1 1990  | 22,8 2012  | 26,3 2005 | 27,6 2016 | 29 2013  | 29,7 1992 | 26,9 2015 | 20,7 1990 | 13,8 2008  | 11,2 1996 | 29,7 1992 |
| Précipitations (mm)                   | 136        | 232,5      | 127,4      | 141,7      | 163,9     | 178,1     | 216,7    | 185,8     | 180,9     | 124,2     | 101,8      | 99,4      | 1 888,5   |
| Nombre de jours avec précipitations   | 14,3       | 14,2       | 14,1       | 12,9       | 16        | 15,5      | 15,8     | 14        | 14,3      | 13,9      | 14,4       | 14,9      | 174,3     |